# Eurytoma trypeticola
Eurytoma trypeticola är en stekelart som beskrevs av Zerova 1978. Eurytoma trypeticola ingår i släktet Eurytoma och familjen kragglanssteklar.
Artens utbredningsområde är Ukraina. Inga underarter finns listade i Catalogue of Life.